# Pierre Ier de Savoie
Pour les articles homonymes, voir Pierre de Savoie et Pierre Ier.
Pierre de Maurienne, voire selon l'usage de Savoie (on trouve également la forme Pierre d’Aoste), né vers 1048 et mort le 9 juillet 1078, marquis de Suse et en Italie (v. 1060-1078). Il est parfois intégré, sans traces d'usage dans les actes connus, à la liste des comtes de Savoie.

## Biographie

### Origines
Pierre pourrait être né aux environs de l'année 1043, selon les conjectures de l'historien anglais Charles William Previté-Orton (1912), ou l'année 1048, selon l'historien Victor Flour de Saint-Genis (1869). Le site Internet de généalogie Foundation for Medieval Genealogy - FMG donne une période correspondante, entre 1047 et 1049. Il est le fils du comte Othon Ier de Savoie (v. 1023-v. 1057-1060) et de la margrave (marquise) de Suze Adélaïde (v. 1015-1091),,.
L'historien italien Domenico Carutti (it)  (1888) relève qu'un Pierre — "Petrus marchio filius Odonis marchionis et commitissæ" — apparaît dans une donation en 1040. La première mention attestant son existence est celle d'un acte du mois de mai 1057, dans une donation à l'église d'Oulx (Cartulaire d'Oulx, VII) — "Oddo et uxor mea Adalaicis…et filii mei Petrus Admedeus et filie mee" —.
Il est cependant absent de la Chronique de Savoye (XVe siècle), de Jehan d'Orieville, dit Cabaret, historiographe du comte Amédée VIII ainsi que de la généalogie de Hautecombe (fin XVe siècle). Il est par contre présent dans les ouvrages des historiens Emmanuel-Philibert de Pingon (1525-1582) et Samuel Guichenon (1607-1664).

### Règne
Au décès de son père, vers 1057 ou 1060, il est marquis en Italie, héritant des terres et du titre de sa mère,,. Jeune, mais majeur, sa mère Adélaïde de Suse a toutefois la régence tant sur les terres italiennes que sur l'héritage bourguignon échu à son jeune frère, Amédée,,,.
Il épouse Agnès de Poitiers (de Poitou) (v. 1052-v. 1089), fille de Guillaume VII d'Aquitaine, comte de Poitiers et duc d'Aquitaine (1039 à 1058) et d'Emma de Chartres, vers 1064,, d'après l'historien Charles William Previté-Orton (Guichenon donnait 1078). Elle aurait épousé en 1054 en premières noces Ramire Ier, premier roi d'Aragon, qui meurt en 1064.
En 1066 ou 1067, il marie sa sœur Berthe au roi de Germanie et de Bourgogne, Henri de Franconie, futur empereur du Saint-Empire. Promise dès 1051, alors qu'elle n'est âgée que de trois ou quatre ans, et Henri de cinq ans, ce dernier a cherché à ne pas donner suite. Le cardinal Pierre Damien l'en dissuade. L'empereur en conflit avec le Pape cherche des alliés dont les Humbertiens qui contrôlent certains des principaux passages des Alpes. Le mariage est finalement célébré entre 1066 et 1067, peut-être le 13 juillet 1066. Trois ans plus tard, Henri engage une procédure de divorce qui fait grand bruit, assurant que le mariage n'a pas été consommé. Le légat du pape Pierre Damien l'accuse d'immoralité et lui refuse le divorce.
Durant cette période, lui ou sa mère autorise le passage des Alpes par le Mont-Cenis à l'empereur Henri IV, pour se rendre à Canossa, en 1077,. Le lien familial, depuis le mariage avec Berthe, la sœur du comte, rend plus aisé ce passage. La comtesse-mère Adélaïde l'accompagne d'ailleurs auprès du pape Grégoire VII. En échange, l'Empereur aurait cédé des droits sur une « province de Bourgogne » vers 1076. Les historiens ont tenté, par élimination, de la déterminer et les hypothèses se sont portées sur la « province d'Agaune, dite plus tard le vieux Chablais, soit le pays compris entre Martigny et Vevey »,, dite Bas-Chablais rhodanien ou encore Bas-Valais. Il a pu également être confondu avec son successeur, Amédée II de Savoie. La générosité impériale marque l'importance du pouvoir des Humbertiens et leur contrôle sur ces passages alpins.
Selon la Chronique de Savoye de Cabaret, l'abbé Rodolphe de Saint-Maurice d'Agaune aurait donné à Pierre II l'anneau de saint Maurice,,. Il s'agit d'un insigne hérité des derniers rois de Bourgogne par l'intermédiaire de l'Empereur, conférant aux comtes de Savoie le « pouvoir par la translation de l'anneau ». Il apparait fort probable de nos jours que c'est ce Pierre Ier à qui aurait été donné cet anneau, vers 1076,,. Le marquis prend d'ailleurs le titre d'abbé. Cet anneau est par la suite devenu le signe d'investiture de la maison de Savoie, comme il l'avait été pour les rois de Bourgogne.

### Mort et lieu de sépulture
Le marquis Pierre semble connaître une fin violente, selon l'historien Szabolcs de Vajay (en),, et décède le 9 août 1078,.
L'historien italien Domenico Carutti (it), auteur de la Regesta comitum Sabaudiae (1889), que son frère, Amédée à cette date. Sans descendance mâle, ses droits et titres reviennent à sa mère (voir ci-après « #Titres et possessions »).

## Famille
Pierre de Savoie épouse vers 1064 Agnès de Poitiers, avec qui il semble avoir eu une (selon Charles William Previté-Orton), voire peut être deux filles.
La première, Agnès, porte le nom de sa mère et de sa grand-tante, l'Impératrice Agnès. Elle épouse en 1080 Frédéric de Montbéliard, comte de Lutzelbourg,.
La seconde, Alix/Alice, donnée par Guichenon, épouse Boniface del Vasto, margrave ou marquis de Savone. La fille de ces derniers, Sibylle, aurait épousé en 1129, Guilhem VI de la Maison de Montpellier. Pour l'historien anglais Charles William Previté-Orton, cette seconde enfant serait une « invention de généalogistes », permettant de légitimer des droits en Italie.
L'historien Szabolcs de Vajay (en), spécialiste des Royaumes outre Pyrénées, donne une troisième fille, Berthe (domnam Bertam), qui épouse selon lui Pierre Ier d'Aragon, le 16 août 1097,.

## Titres et possessions
Guichenon (1660) le désignait comme Pierre de Savoye Marquis de Suze et d'Italie. Son père a partagé ses possessions entre ses deux fils, Pierre, l'aîné, aurait hérité des « terres italiennes et le titre marquisal », issu des Arduinides, et son cadet, Amédée, des terres humbertiennes du royaume de Bourgogne et du titre de comte,. Victor Flour de Saint-Genis (1869) indique que « pendant quelques années, [les deux frères ont] la co-possession des fiefs savoyens de leur père. »
À la mort de Pierre, sa mère Adélaïde récupère son héritage, les terres italiennes, qu'elle transmettra à sa petite-fille Agnès, mariée à Frédéric de Montbéliard.
Certains auteurs ont fait de lui un comte de Savoie. Le titre de comte de Savoie n'est en fait utilisé qu'à partir du comte Amédée III, en 1125,. Seul, son frère, Amédée II est l'héritier de la part comtale de son père et il est cité comme comte de Sabaudia, à son décès, en 1080.